# Alexander Hamilton (Trumbull)
Alexander Hamilton es un retrato de cuerpo entero de Alexander Hamilton hecho por John Trumbull. Es una de las múltiples pinturas que John Trumbull hizo de Alexander Hamilton.
En 2013, Credit Suisse donó la pintura al Museo Metropolitano de Arte de Nueva York y al Museo de Arte Americano Crystal Bridges en Bentonville, Arkansas. Según The Met, la obra se considera el "retrato más conocido de Hamilton y uno de los mejores retratos cívicos del período federal".